# Sólido de Arquimedes
Os sólidos de Arquimedes ou poliedros semi-regulares são poliedros convexos cujas faces são polígonos regulares de mais de um tipo. Todos os seus vértices são congruentes, isto é, existe o mesmo arranjo de polígonos em torno de cada vértice. Além disso, todo vértice pode ser transformado em outro vértice por uma simetria do poliedro. Existem apenas treze poliedros arquimedianos e são todos obtidos por operações sobre os sólidos platónicos.
Onze são obtidos truncando sólidos platónicos:
O tetraedro truncado, o cuboctaedro, o cubo truncado, o octaedro truncado, o rombicuboctaedro, o cuboctaedro truncado, o icosidodecaedro, o dodecaedro truncado, o icosaedro truncado, o rombicosidodecaedro e o icosidodecaedro truncado.
Dois que são obtidos por snubificação de sólidos platónicos:
O cubo snub e o icosidodecaedro snub. Estes dois sólidos têm caso isomórfico, quer dizer uma figura de espelho correspondente.

## Tabela
| Sólidos de Arquimedes                                                                                       | Sólidos de Arquimedes                  | Sólidos de Arquimedes                             | Sólidos de Arquimedes | Sólidos de Arquimedes |
| --- | -------------------------------------- | ------------------------------------------------- | --------------------- | --------------------- |
| Tetraedro truncado Dual: tetraedro triakis                                                                  | Tetraedro truncado                     | 8 faces 4 triángulos 4 hexágonos                  | 12 vértices           | 18 arestas            |
| Cuboctaedro Dual: dodecaedro rómbico                                                                        | Cuboctaedro                            | 14 faces 8 triângulos 6 quadrados                 | 12 vértices           | 24 arestas            |
| Cubo truncado Dual: octaedro triakis                                                                        | cubo truncado                          | 14 faces 8 triângulos 6 octogonos                 | 24 vértices           | 36 arestas            |
| Octaedro truncado Dual: hexaedro tetrakis                                                                   | Octaedro truncado                      | 14 faces 6 quadrados 8 hexágonos                  | 24 vértices           | 36 arestas            |
| Rombicuboctaedro ou pequeno rombicuboctaedro Dual: icositetraedro deltoidal                                 | Rombicuboctaedro                       | 26 faces 8 triângulos 18 quadrados                | 24 vértices           | 48 arestas            |
| Cuboctaedro truncado ou grande rombicuboctaedro Dual: dodecaedro disdiakis                                  | Cuboctaedro truncado                   | 26 faces 12 quadrados 8 hexágonos 6 octógonos     | 48 vértices           | 72 arestas            |
| Icosidodecaedro Dual: triacontaedro rómbico                                                                 | Icosidodecaedro                        | 32 faces 20 triângulos 12 pentágonos              | 30 vértices           | 60 arestas            |
| Dodecaedro truncado Dual: icosaedro triakis                                                                 | Dodecaedro truncado                    | 32 faces 20 triângulos 12 decágonos               | 60 vértices           | 90 arestas            |
| Icosaedro truncado ou bola de futebol Dual: dodecaedro pentakis                                             | Icosaedro truncado                     | 32 faces 12 pentágonos 20 hexágonos               | 60 vértices           | 90 arestas            |
| Rombicosidodecaedro ou pequeno rombicosidodecaedro Dual: hexecontaedro deltoidal                            | Rombicosidodecaedro                    | 62 faces 20 triângulos 30 quadrados 12 pentágonos | 60 vértices           | 120 arestas           |
| Icosidodecaedro truncado ou grande rombicosidodecaedro Dual: triacontaedro disdiakis                        | Icosidodecaedro truncado               | 62 faces 30 quadrados 20 hexágonos 12 decágonos   | 120 vértices          | 180 arestas           |
| Cubo snub ou Cuboctaedro Snub Este poliedro tem um caso isomórfico Dual: Icositetraedro pentagonal          | Cubo snub · Cubo snub                  | 38 faces 32 triângulos 6 quadrados                | 24 vértices           | 60 arestas            |
| Icosidodecaedro snub ou dodecaedro snub Este poliedro tem um caso isomórfico Dual: hexecontaedro pentagonal | Dodecaedro snub · icosidodecaedro snub | 92 faces 80 triângulos 12 pentágonos              | 60 vértices           | 150 arestas           |

## Origem do nome
Os sólidos de Arquimedes, têm o nome de Arquimedes, que os descobriu e relatou em livros que se perderam.
Durante a Renascença, artistas e matemáticos descobriram de novo todos os sólidos de Arquimedes. As descobertas ficaram completas à volta de 1619, por Johannes Kepler, que definiu prismas, antiprismas e poliedros não convexos conhecidos como poliedros de Kepler-Poinsot.

## Duais
Os duais dos sólidos de Arquimedes são chamados sólidos de Catalan.
Foram descritos pela primeira vez pelo matemático belga Eugène Catalan em 1865.
Os sólidos de Catalan são 13: o tetraedro triakis; o dodecaedro rômbico; o octaedro triakis; o hexaedro tetrakis; o icositetraedro deltoidal; o dodecaedro disdiakis; o icositetraedro pentagonal; o triacontaedro rômbico; o icosaedro triakis; o dodecaedro pentakis; o hexecontaedro deltoidal; o triacontaedro disdiakis e o hexecontaedro pentagonal.